# Szynwałd (powiat sępoleński)
Szynwałd – wieś w Polsce położona w województwie kujawsko-pomorskim, w powiecie sępoleńskim, w gminie Sośno.
| SIMC    | Nazwa               | Rodzaj    |
| ------- | ------------------- | --------- |
| 0096260 | Leśniczówka Świdwie | część wsi |

W latach 1975–1998 miejscowość należała administracyjnie do województwa bydgoskiego. Według Narodowego Spisu Powszechnego (III 2011 r.) liczyła 265 mieszkańców. Jest siódmą co do wielkości miejscowością gminy Sośno.